# センダー
センダー(SENDER)は 、スクウェア・エニックスのコンピュータゲーム『フロントミッション』シリーズに登場する架空の企業。

## 会社概要
- 社名　 SENDER
- 本社　 E.C.イギリス
- 創業　 2012年

- 登場作品　全作品

## 沿革
航空機部品を製造する会社としてスタートし、エンジンや対空ミサイルの開発を経由して、2035年には本格的な航空機本体の開発を開始する。2050年にはWAP開発を開発するが、大型機動兵器開発に関してはそれに先んじ、ザーフトラから流入した技術者と陸戦兵器を開発する小メーカーを幾つも吸収した成果として、2034年からのアフリカ紛争にパウーク等の装脚兵器を投入した。
大型機動兵器開発に関しては業界の第一人者の座にいる他、WAP製造に関しては航空機メーカーとしての側面を活かし、空挺に対応したWAP開発を進めている。本業の航空機関係でも世界トップクラスである。近年（2112年時、『3rd』）では調理用器具など身近な製品から、宇宙までと様々な分野に進出しており、食品業界ではハフマン島に1号店をオープンした「トニーズ」が馴染み深い。

## 事業部
多脚及び大型機体に拘るのが特徴。その設計思想やデザインは「センダーイズム」とも呼ばれる。

## ヴァンツァー
| ギャランフ1(Galumph-1)   | ギャランフ1(Galumph-1)      |
| ------------------------ | --------------------------- |
| メーカー                 | センダー(E.C.イギリス)      |
| 固定武装                 | タロンM9(BZ) クレムス40(CN) |
| スタブライン(StabLine)   |                             |
| メーカー                 | センダー(E.C.イギリス)      |
| 固定武装                 | FL-120(FT) 29mm MG          |
| トールドッグ1(TallDog-1) |                             |
| メーカー                 | センダー(E.C.イギリス)      |
| 固定武装                 | 80mm RK 100式改機銃 (MG)    |

ギャランフ1【2nd】
4脚型WAP。両腕にBZ内蔵腕の他、胴部にもCNを搭載する高火力機。その外観は多脚戦車に近い。
スタブライン【2nd】
ホバー脚型WAP。両腕にFL、胴部にMGを搭載する。なお、腕部はMG内蔵腕への換装も可能とされる。
主に対人、対空任務に用いられる。
トールドッグ1【2nd】
4脚型WAP。ギャランフ1同様、両腕・胴部全てに火器が内蔵された機体。両腕部はRK、胴部にはMGを搭載。
グース(Goose)【FMO】
2脚型レッグパーツ。他にII、IIA型。
テール(Teal)【FMO】
2脚型レッグパーツ。他にII、IIA型。
ガレーネ(Galene)【FMO】
4脚型レッグパーツ。他にIISP、CII、III型。
スクウィレII(Squilla)【FMO】
4脚型レッグパーツ。他にM、M2、IIA、S2型。

### モス・シリーズ
Moth
モスVR.5【1ST,4th,FMO】
シケイダを元にセンダー社がMULS-P規格に合わせてモデルチェンジし、装甲強化を行った機体。
ツィカーデ(Zikade)【1ST】
モスVR.5のエンジン性能をさらに向上させた改良機。
モスVR.6【4th,FMO】
他にVR.7型。『4th』では、ハスキー同様にベネズエラ州軍に指揮官機として配備された。
モスKBS【2nd】
モスVAS【2nd】
モスVBS【2nd】
モス・シリーズの最終量産バージョン。生産開始は2092年。

#### シケイダ・シリーズ
| シケイダII(Cicada II) | シケイダII(Cicada II)  |
| --------------------- | ---------------------- |
| メーカー              | センダー(E.C.イギリス) |
| 固定武装              | なし                   |
| 携帯火器              | MULS-P規格適応品       |

シケイダはセミの意であるが、欧州においてセミは馴染みのない昆虫であり、地中海沿岸に見られるのみとなっている。余談だが、ここに『FA』製作者が欧州とアフリカの関係を暗示して命名したとの意見も存在する。
シケイダ【FA】
脚部部分担当
シケイダII【1ST,4th,FMO】
ツィカーデで採用されたエンジンを使用し、全面的な改良を施したシケイダの後継機。重量は上がったが総合性能は高い。
シケイダIIX【FMO】
シケイダIIIVR.3【FMO】
他にIIIVR.4、IIIVR.5型。

### ハスキー・シリーズ
| ハスキーMk.V(Husky Mk.V) | ハスキーMk.V(Husky Mk.V) |
| ------------------------ | ------------------------ |
| メーカー                 | センダー(E.C.イギリス)   |
| 固定武装                 | なし                     |
| 携帯火器                 | MULS-P規格適応品         |
| 主要搭乗者               | ルイス・ペレス           |

軽量さから来る機動性の高さにより、第2次ハフマン紛争期において、カームと並んでU.S.N.軍の主力機を務めた名機。ただ、その後は装甲の薄さ、及び際立ったセールスポイントが無いことから一世代前の機体と見なされている。
ハスキーMk.III【1ST,4th,FMO】

ハスキーMk.IV【1ST,4th,FMO】

ハスキーMk.V【4th,FMO】

ハスキーS【4th】
ハスキー・シリーズの最上位モデル。価格面の問題から、競争力の弱さが指摘されている。一例として挙げると、採用しているベネズエラ州軍でも配備はさして進まず、数世代前の機種が主流となっている等。

### ゲイティ・シリーズ
Gaety
ハスキー、モスを継ぐ主力機開発のため、従来とは異なる新規設計のもと開発された機種。高出力と高機能を目指し開発されたが、反面機動性が犠牲になったため、汎用性においては乏しい機体となっている。
ただし、それ以外の機能は高レベルでまとまっているため、単純な後方支援機としてではなく、主に積載量の高さを活かしたコムス用機体としての運用がなされている。通信バックパックや高火力ミサイル等は重量が高く、また総合的な支援を行うに当たり、高級機として認知された同機種の存在はうってつけであったとされる。
グラディスMk.II(Gladys)【FMO】
他にMk.III、Mk.IV。
ガヴィアル(Gavial)【4th,FMO】

ゲイティ【3rd,4th,FMO】
『3rd』における同機種は4脚型。
ゲイティC1【FMO】

### ウィスク・シリーズ
| ウィスク(Uisk) | ウィスク(Uisk)         |
| -------------- | ---------------------- |
| メーカー       | センダー(E.C.イギリス) |
| 固定武装       | なし                   |
| 携帯火器       | MULS-P規格適応品       |
| 主要搭乗者     | ジム・マクレラン       |

僧帽の如く突き出た頭部が特徴的な機種で、事実デザインコンセプトは「騎士」である。高出力機として高性能であり、後方支援機である同シリーズは同社の代表モデルとなった。
ウィスク【3rd,4th,5th,FMO,2ndR】
後方支援機であるが、総合バランスは優れている。
2ndRemakeでは隠し機体として登場。
ウィスクC【4th,FMO】
ウィスク改(Custom)か？
ウィスクII【5th】
ウィスクII SP【5th】
不可解な事に『5th』においては機動性に優れた電子戦仕様として登場している。

#### ゼルト・シリーズ
| ゼルト(Zelt) | ゼルト(Zelt)           |
| ------------ | ---------------------- |
| メーカー     | センダー(E.C.イギリス) |
| 固定武装     | なし                   |
| 携帯火器     | MULS-P規格適応品       |
| 主要搭乗者   | ベック・カノーヴァ     |

ウィスクの前身にあたる機種。当初は汎用性と高機能性の両立を図った機体として設計されたが、機動性の低さが指摘されたため、後方支援機としての運用がなされた。ウィスク・シリーズは後に同社のロングセラーとなるのだが、ゼルト・シリーズは実験機としての側面が強く生産数も限られていた。
ゼルト01【4th,FMO】
『4th』ではWAPの戦術研究機関「デュランダル」で確認されているようにこの時点では実験機と考えられる。
ゼルト【1ST(DS),4th,FMO】
ゼルトC【FMO】
他に01A2、01B1型等。

## 大型機動兵器
| トーラ（兆竜4型） | トーラ（兆竜4型）        |
| ----------------- | ------------------------ |
| メーカー          | センダー（E.C.イギリス） |
| 固定武装          | 20mm MG 雲雀42型(MS)     |

プロトタイプ(PROTOTYPE)【1ST(PS)】
クリントン型（ホープライズ社製品）の試作機だが、この型のみはセンダー社製。
中南米を中心に活動する反U.S.N.組織「自由の星」が関連する施設が秘蔵していた。同組織は軍需産業絡みのコネクションがあり、密ルートでセンダー社から入手したと思われ、センダー社で試作されたクリントン型がU.S.N.で製作された謎に関わっている可能性もある。
K.O.N.G. X-I【FMO】
K.O.N.G. X-II(K.O.N.G.X-II)【1ST(DS),FMO】
O.C.U.が運用する大型機動兵器。
トーラ【3rd】
2112年時(3rd)では大漢中で採用された。トーラはE.C.名であり、大漢中名は「兆竜4型(Hoolong 4)」。タカアシガニのような形状が特徴的で、頭部コックピットを高い位置に持つ。広い視野と優れた射角を持つため、入り組んだ地形での運用が見込まれる。

### パウーク・シリーズ
パウーク(TKS-04 PAUK)【FA】
戦車を越える不整地踏破性を求め、多脚を採用した多脚戦車で、アフリカ紛争初期から生産されている。強固な装甲と強力な武装が売りであり、拠点防衛や移動指揮車として使用された。反面、WAWや戦車に比べると機動力は劣る。主武装はキャノン砲及び機体下部の機銃。基本は遠距離支援用なので、接近されると脆い。
パウーク ラキュータ(TKS-04M)【FA】
対空能力を強化したタイプで、主武装がキャノン砲からミサイルに変更されている。これにより、対空能力が向上。機体下部の機銃は撤廃され、機体上部に機銃が新たに設けられた。緑色の塗装が特徴。
パウーク タイプ-S(TKS-04MS)【FA】
TKS-04をベースに対空機銃及び火器管制システムを追加した機体。対空能力の向上の他、機動、耐久性の向上に成功した。

### THS・シリーズ
ディウゴーニ(THS-03 Dyugoni)【FA】
TCKと同コンセプトの機体。
オシミノーグ(THS-08 Osiminog)【FA】
ホバータンク型の脚部を有する車両。単座TCK級の火力を保持。機体側面に大型盾を装備。
ウラガン(DC-SL URAGAN)【FA】
センダーのノウハウを元にツェルベルス・ガード傘下の技術者が完成させた装脚機動兵器。都市制圧用WAWとも呼称される。核となっているWAWの火器管制によりサリシャガン・ライフル搭載の機動砲台として運用される。作中では塗装処置が施された銀の機体とそれより大型で、塗装が間に合わなかったため地金（金色）が剥き出しとなった機体が確認された。2機の射線に交点が生じた際、プラズマが発生し大規模な破壊を生じさせる。このプラズマは障壁を突破する特性も持っていた。腕部とおぼしきパーツには、マイクロミサイルポッドを多数搭載している。
搭乗者の死後も生き残った支援知能が独自に戦闘行動をしており、自律CPUの新たな可能性（危険性）を証左した機体であった。仮に同機体の主機能が回収されていた場合は後のWAP史を塗り替えていた可能性が高いが、交戦したマッコイ中尉によって破壊された。

### 多脚型ヴァンツァー
ティルデンa(OSV-08a TILDEN a)【2nd】
クリントン型をベースとして開発された多脚型ヴァンツァーである。大型機動兵器に関心を持ったO.C.U.に多数採用されるが、後に安定性に問題性があったことが判明した。機動力にこそ劣るものの大火力と耐久性を活かして主に前線指揮用に使用された。他にb型、f型などのバリエーションが存在する。
バルドルc(OSV-13c)【2nd】
ティルデン型の後継機であり、前後に分割された胴体が特徴的。引き続き、4脚型を採用したが、O.C.U.軍においては安定性により優れたジェイドメタル・ライマンのグルッグ型にユーズを奪われる形となった。バリエーションはe型、h型等。
ラバントa(OSV-21a Lavant a)【2nd】
元は別のプロジェクトで開発された機体で、クリントン型と同時期に完成。本来はお蔵入りとなるはずだったが、その後の大型機動兵器の隆盛を見、投入される。脚部は高機動を実現するためのタイヤタイプ。なおa型は40mm機関砲を装備しているが、火力不足が指摘されたため、後期型であるg型はロケットポッドを、c型は100mm砲を追加装備することで補っている。

## 兵器
マシンガン
グレイブ・シリーズ
ミサイルランチャー
サンアウル・シリーズ

## 航空機
H558a シェイディ
PB-40a

## 搭乗パイロット一覧
センダー社製の機体に搭乗した主なパイロット。()内は登場タイトル。
モス・シリーズ
- ハンス・ゴルドウィン(1ST)
- ヴェン・マッカージェ(2nd)

ハスキー・シリーズ
- ナタリー・F・ブレイクウッド(1ST)
- ヤン・メイファ(1ST)
- アルダー・ワイス(1ST)
- カルボ(4th)
- ルイス・ペレス(4th)
- カール・サモンド(4th)
- ホセ(2089-II)

ウィスク・シリーズ
- レベッカ・シドンズ(3rd)
- エミリオ・グスリー(3rd)
- ベック・カノーヴァ(4th)
- ジム・マクレラン(5th)

ゲイティ・シリーズ
- リィ・ジャンメイ(3rd)

ティルデン
- ヴェン・マッカージェ(2nd)

ラバント
- ヴェン・マッカージェ(2nd)

ディウゴーニ
- シンセミア小隊(FA)

ウラガン
- グスタフ・ゼルマン(FA)